# برییم

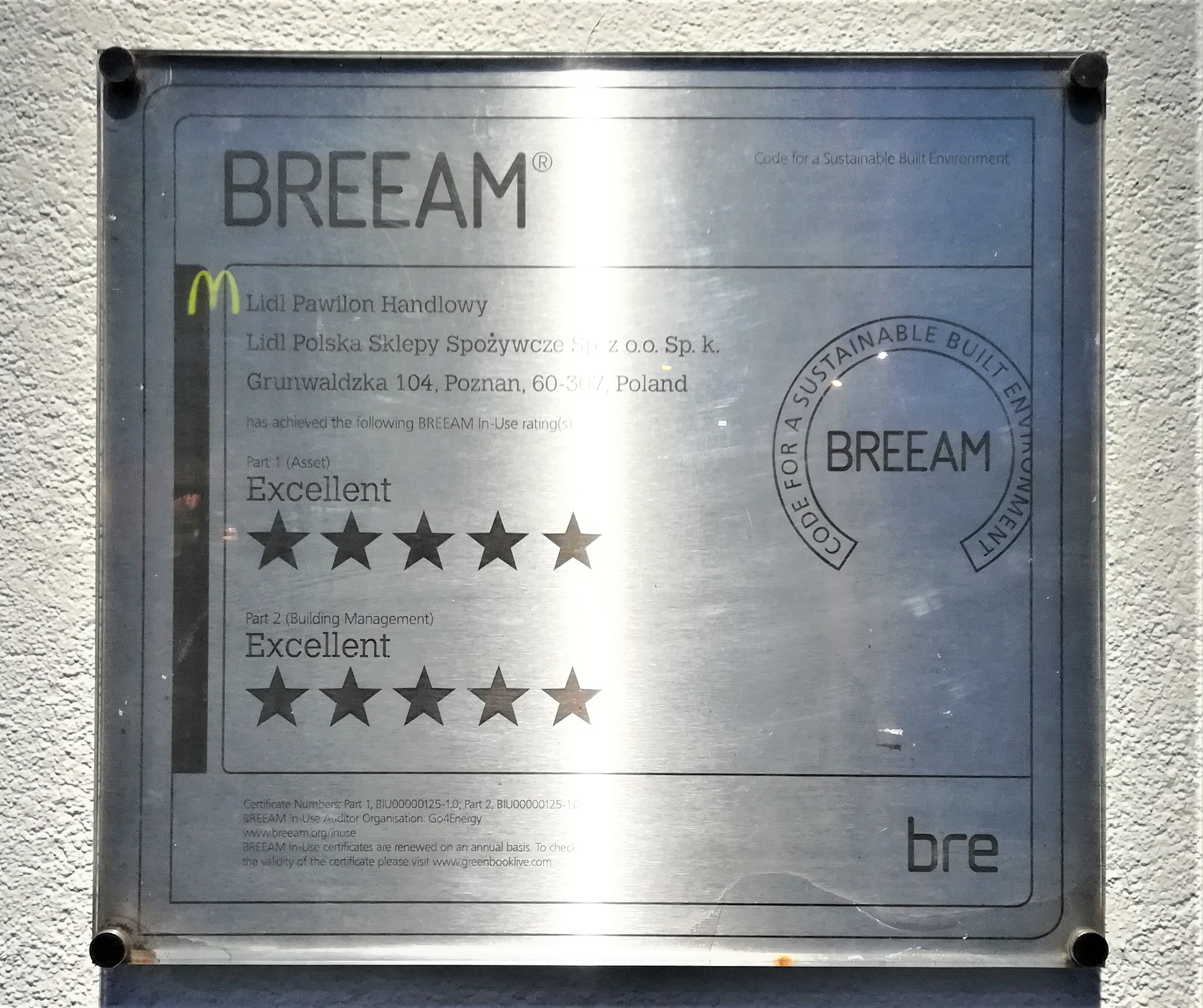
لوح گواهی (برییم - BREEAM) در پوزنان - ۲۰۲۰

برییم یا بریم (به انگلیسی: BREEAM) که مختصر عبارت (BRE Environmental Assessment Method) می‌باشد، روش و استاندارد ارزشیابی کیفیت ساختمان از دیدگاه پایداری و مصرف انرژی است. این روش یا استاندارد پر کاربردترین و طولانی‌ترین روش تدوین شده است که توسط ۵۰ کشور به رسمیت شمرده می‌شود و مورد استفاده قرار می‌گیرد.نخستین بار این روش توسط بریتانیا تدوین شد.